# Porsche Supercup
La Porsche Supercup (ufficialmente conosciuta come Porsche Mobil 1 Supercup, conosciuto come Porsche Michelin Supercup prima del 2007) è un campionato professionistico internazionale che si tiene in concomitanza dei weekend di Gran Premi della Formula 1. Il campionato è organizzato dalla Porsche Motorsport GmbH.
La Porsche Supercup è un campionato monomarca, i piloti gareggiano tutti su delle vetture Porsche 911 GT3 Cup. In media, a ogni gara prendono parte 24 auto da corsa. La maggior parte dei circuiti visitati dalla serie sono situati in Europa, sebbene siano stati inclusi nel calendario anche circuiti in Bahrain, Emirati Arabi Uniti, Stati Uniti e Messico.

## Storia
Dal 1993 la Porsche Michelin Supercup corre come supporto al Campionato del Mondo FIA di Formula 1. Il numero di gare è cresciuto dalle 9 originali al totale di 13 nel 2006, anche se è diminuito a 11 nel 2017 e 8 nel 2020.

## Regolamento
È possibile utilizzare due set di pneumatici slick per auto nel corso del Gran Premio, il numero di pneumatici da bagnato non ha invece alcuna limitazione. Gli pneumatici sono forniti dallo stesso produttore a tutti i concorrenti e non possono essere preriscaldati o trattati chimicamente.
Il pit stop in gara è consentito in caso di cause di forza maggiore come foratura di pneumatici, danni alla carrozzeria, cambio delle condizioni meteorologiche e altro, ma non è obbligatorio a causa della minore durata della competizione. Il rifornimento non è invece previsto in nessuna casistica.

## Macchine utilizzate

### Telaio
Le vetture Porsche Supercup presentano una configurazione del tipo trazione e motore posteriore. Un roll serve come fibra di carbonio telaio tubolare del telaio ed è coperto da un multiplo-gauge lamiera corpo. Hanno un pozzetto chiuso, paraurti, un'ala posteriore e uno splitter aerodinamico. Ogni squadra può acquistare auto e motori da altre squadre.
La sospensione anteriore è un design con montante della sospensione McPherson, mentre la sospensione posteriore è un design con assale live multi-link che utilizza bracci longitudinali . I dischi dei freni devono essere in acciaio e non possono superare 380 mm (15 in)   diametro. Gli unici componenti aerodinamici sui veicoli sono lo splitter anteriore, l'alettone posteriore, il vetro in policarbonato solido solo nei finestrini e le minigonne laterali. È severamente vietato l'uso di diffusori posteriori, generatori di vortici, canard, prese d'aria per pozzetti delle ruote, prese d'aria sul cofano e sottoscocca. Mentre le auto possono raggiungere velocità di circa 200 mph (320 km/h) su alcune piste.
Le vetture Porsche Supercup devono avere almeno 1 tergicristallo funzionante installato sull'auto per tutte le piste come parte del pacchetto delle regole delle corse su strada.

### Motore
Le auto sono spinte da motori Porsche a sei cilindri a iniezione diretta di benzina dal 1993 con blocchi in lega di alluminio grafite compattata e valvole DOHC che azionano quattro valvole per cilindro, e sono limitate a 3996 cc di cilindrata. Tuttavia, la tecnologia moderna ha consentito potenze vicine a 485 hp (362 kW) senza limitazioni, pur mantenendo il design del motore di base convenzionale. Infatti, prima che Porsche istituisse la regola del cambio, i motori Porsche Supercup erano in grado di funzionare a più di 8.000 giri / min.
Il peso a vuoto dei motori G Supercup è di circa 186 kg.

### Evoluzione delle vetture Porsche Supercup

#### 911 Cup 3.8 (tipo 993)

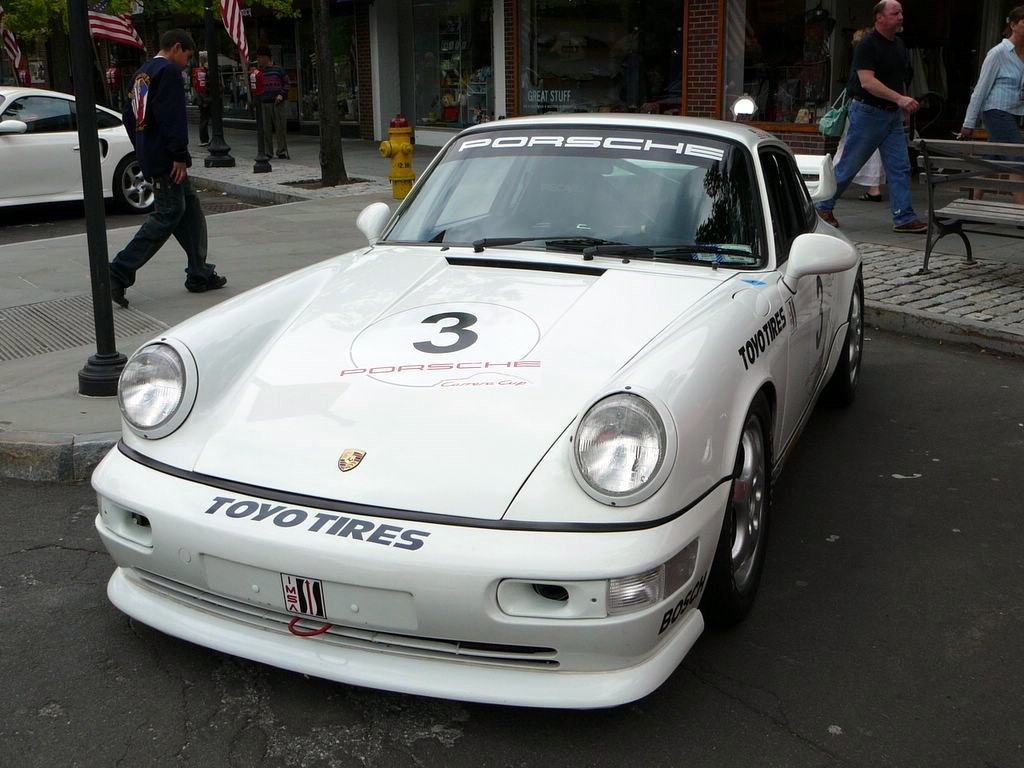
Porsche 911 Cup (964)

Per la stagione inaugurale della Porsche Supercup del 1993, la 964 Cup (utilizzata nella Carrera Cup dal 1992) basata sulla 964 Carrera RS (a sua volta basata sulla precedente 964 Carrera Cup del 1990) era il veicolo scelto. Rispetto all'auto da strada, la versione da competizione presentava degli interni spogliati e conservando convertitore catalitico, i cerchi in magnesio da 18 pollici e l'ABS, con una riduzione di altezza dal suolo di 20 mm: presentava un roll-bar completo e nessun sedile per i passeggeri.

#### 911 GT3 Cup (Tipo 996)

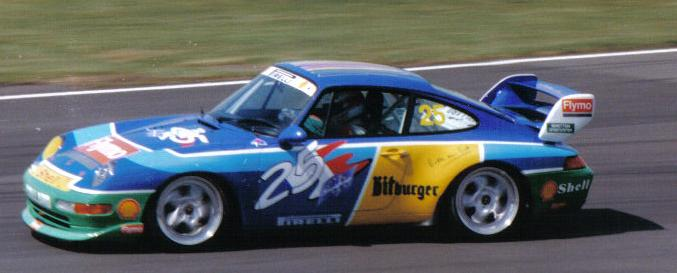
Porsche 911 Cup (993)

Era basata sulla 993 Carrera 2 e utilizzata nella Porsche Supercup nelle stagioni 1994-1997. È stata aggiornata nel 1995 con parti aerodinamiche della nuova Carrera RS, seguito da un aumento di cinque cavalli a 315 PS (232 kW; 311 hp)  a 6.200 giri / min nel 1996. 216 unità sono state prodotte in totale.

#### 911 GT3 Cup (Tipo 996 II)

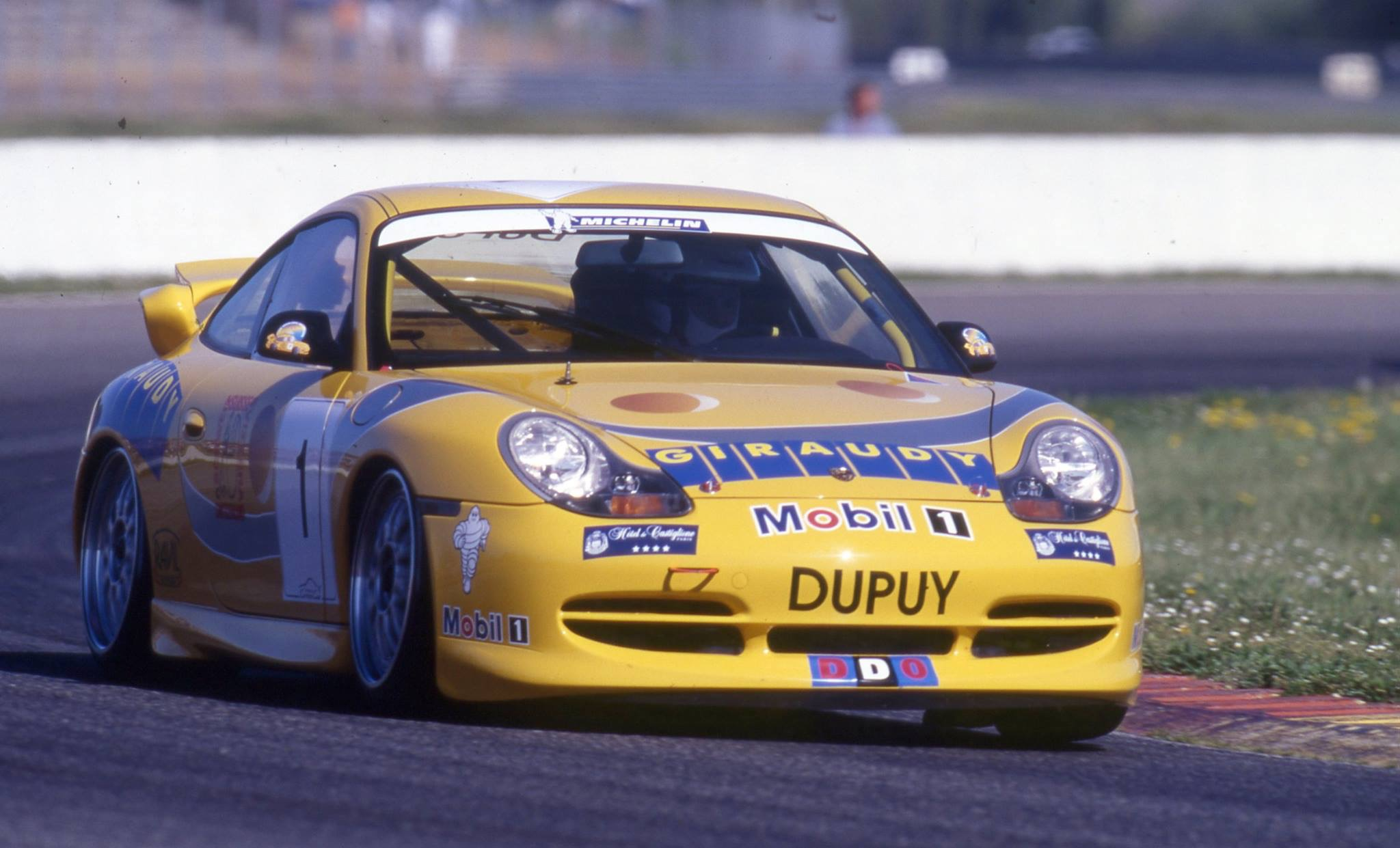
Porsche 911 GT3 Cup (996) anteriore (corsa nella foto Carrera Cup Francia)

Ha corso nelle stagioni della Porsche Supercup 1998-2001. Fece da base per quella che sarebbe poi diventata la 996 GT3 stradale, dotata di un motore boxer da 3,6 litri sulla base del blocco GT1 . Per la stagione 1999 la potenza del motore è stata aumentata a 272 kW (370 PS; 365 bhp) e 370 N⋅m (273 ft⋅lbf) a 6.250 giri / min. L'auto era in grado di eseguire lo 0–100 km/h in quattro secondi, con una velocità massima di 286 km/h (178 mph) . Per la stagione 2001 la GT3 Cup ha ricevuto un'aerodinamica modificata tra cui un'ala posteriore allargata e un sistema di raffreddamento migliorato.

#### 911 GT3 Cup (Tipo 997)

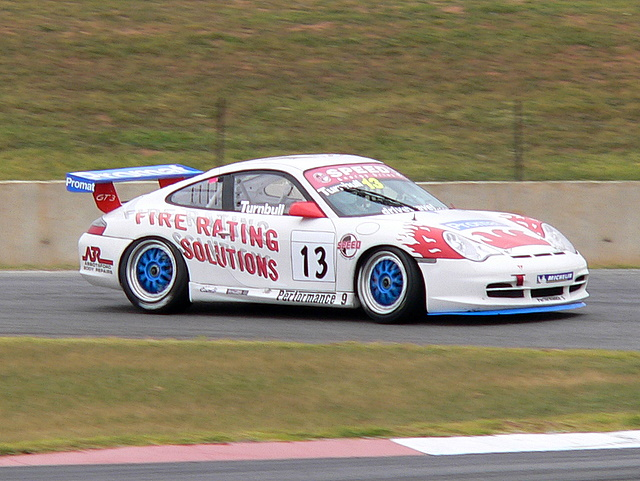
Porsche 911 GT3 Cup (996 II) anteriore

Ha corso nelle stagioni della Porsche Supercup 2002-2004. Nel 2002 la GT3 Cup ha ricevuto diverse modifiche sulla base dei modelli 996.2 Carrera e Turbo, inclusi i nuovi fari in stile Turbo. La nuova carrozzeria migliorò notevolmente l'aerodinamica e il raffreddamento. La potenza del motore aumentò a 280 kW (381 PS; 375 bhp) e 380 N⋅m (280 ft⋅lbf), ulteriori modifiche inclusero un migliore raffreddamento della trasmissione, un sistema di scarico alleggerito e altre misure di peso leggero sull'auto. Per la stagione 2004 l'auto ricevette ulteriori aggiornamenti. La potenza del motore venne ancora una volta aumentata leggermente, a 287 kW (390 PS; 385 bhp) a 7.200 giri e 390 N⋅m (288 ft⋅lbf) a 6.500 giri / min. I rapporti di trasmissione della quarta, quinta e sesta marcia vennero accorciati. Un serbatoio del carburante da 89 litri migliorò le capacità di corsa di resistenza. All'interno vennero apportate modifiche per consentire l'utilizzo del dispositivo HANS.

#### 911 GT3 Cup 3.8 (Tipo 997 II)

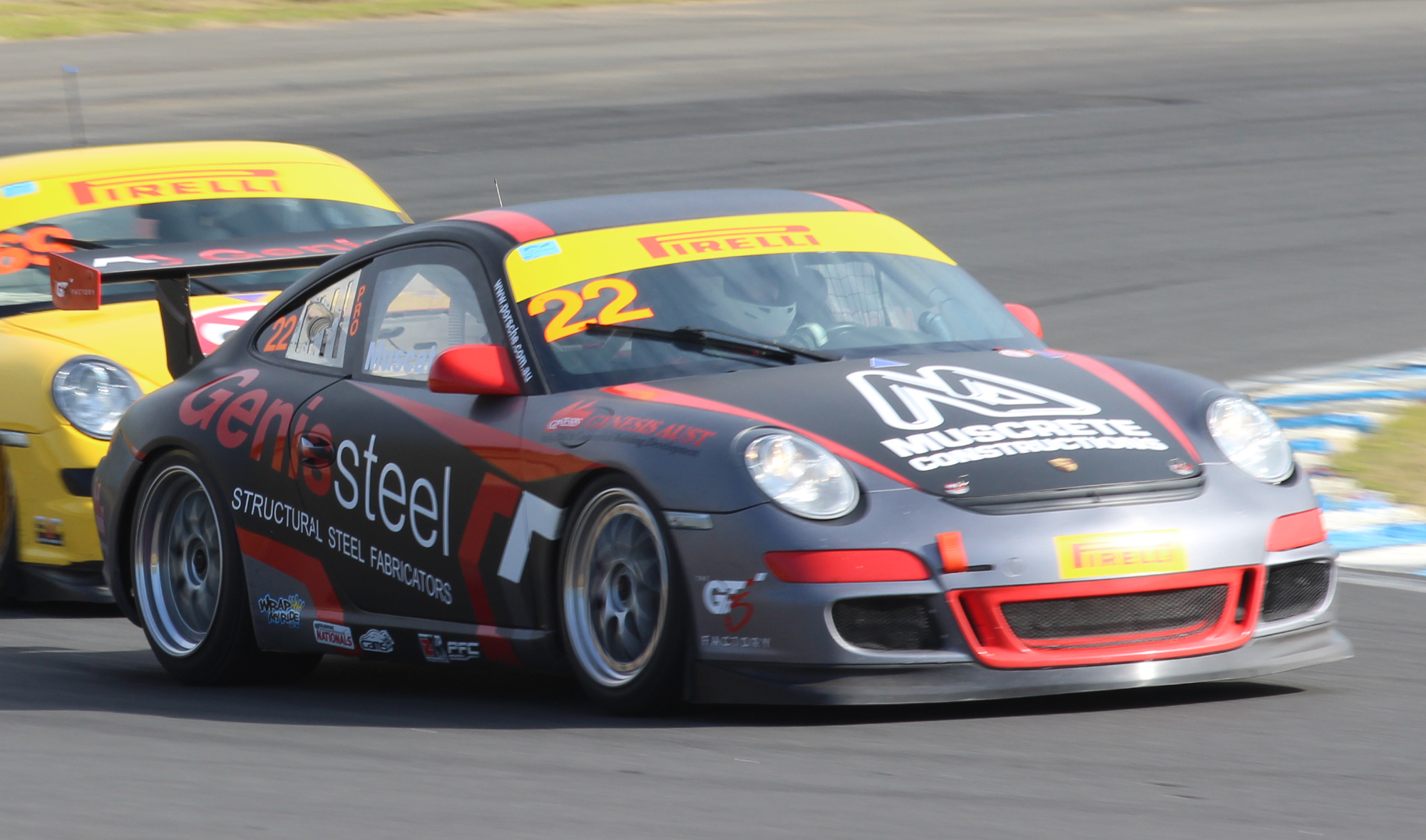
Porsche 911 GT3 Cup (997) anteriore

Ha corso nelle stagioni della Porsche Supercup 2005-2009. L'auto Cup basata sulla 997 presenta un'aerodinamica notevolmente migliorata e parti CFRP leggere, tra cui porte, porsche la partella carrozzeria posteriore, cofano motore e alettone posteriore. Parti della sospensione sono adottate dalla GT3 RSR.

#### 911 GT3 Cup (Tipo 991)

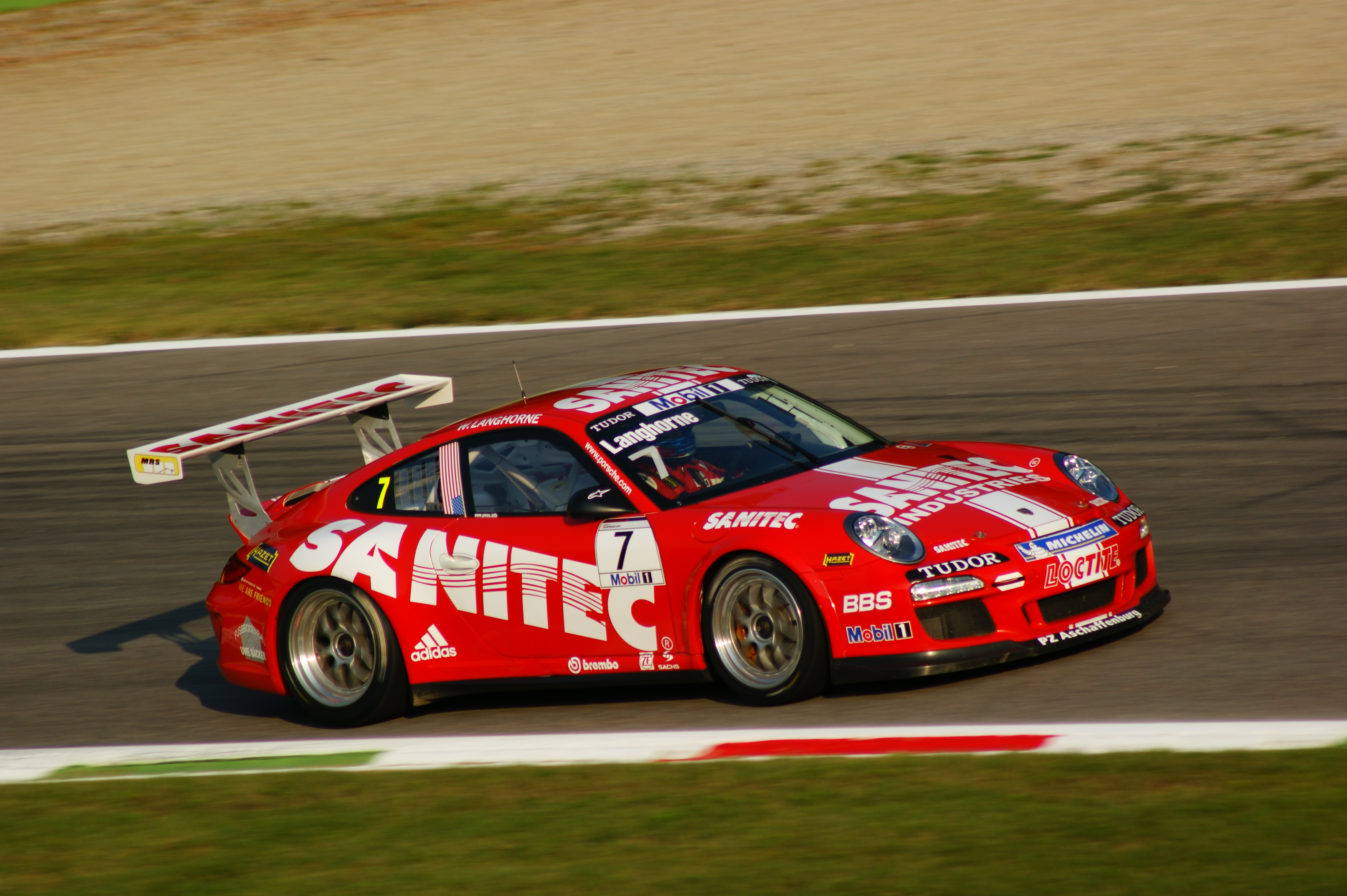
Porsche 911 GT3 Cup (997 II) anteriore

Ha corso nelle stagioni della Porsche Supercup 2010€“2012. Basata sulla 997.2 GT3 RS, l'auto monta un nuovo motore da 3,8 litri, un'ala posteriore allargata adottata dalla 911 GT3 Cup S che misura 1,70 m (67 in), giunti unibali aggiuntivi sui bracci di controllo del cingolo e barre antirollio anteriori e posteriori a forma di spada con sette impostazioni di posizione ciascuna e un display informativo montato sul volante con 6 interruttori. Il veicolo stato presentato al Salone di Francoforte del 2009 e le consegne sono iniziate nello stesso anno. Il prezzo consigliato al pubblico di base del modello europeo era di 149.850 (prima delle tasse).

#### 911 GT3 Cup (Tipo 991 II)

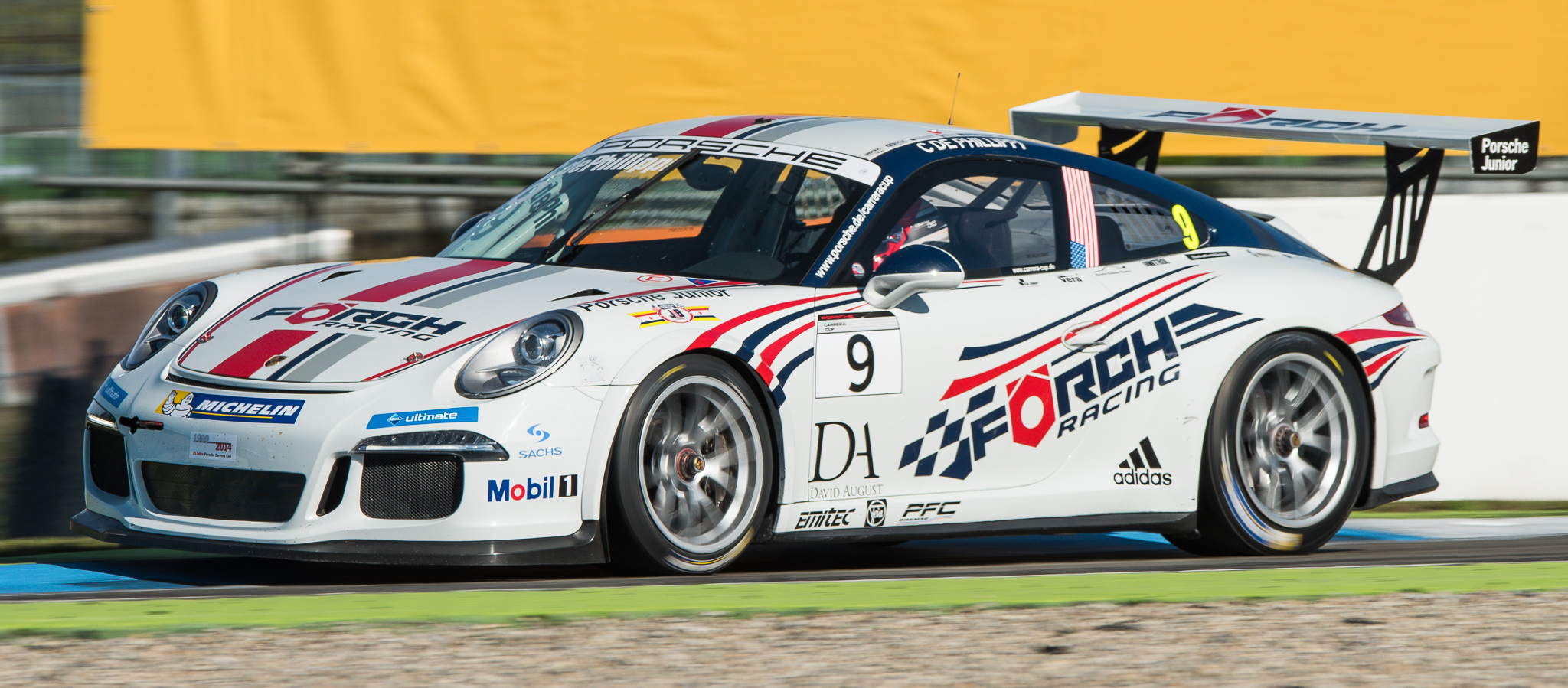
2014 Porsche 911 GT3 Cup (991) anteriore

Basata sulla Porsche 911 GT3 tipo 991, questa 911 GT3 Cup è stata utilizzata nella Porsche Supercup per le stagioni 2013–2016. La Porsche 911 GT3 Cup Type 991 presenta per la prima volta le nuove leve del cambio al volante.

#### 911 GT3 Cup (tipo 992)

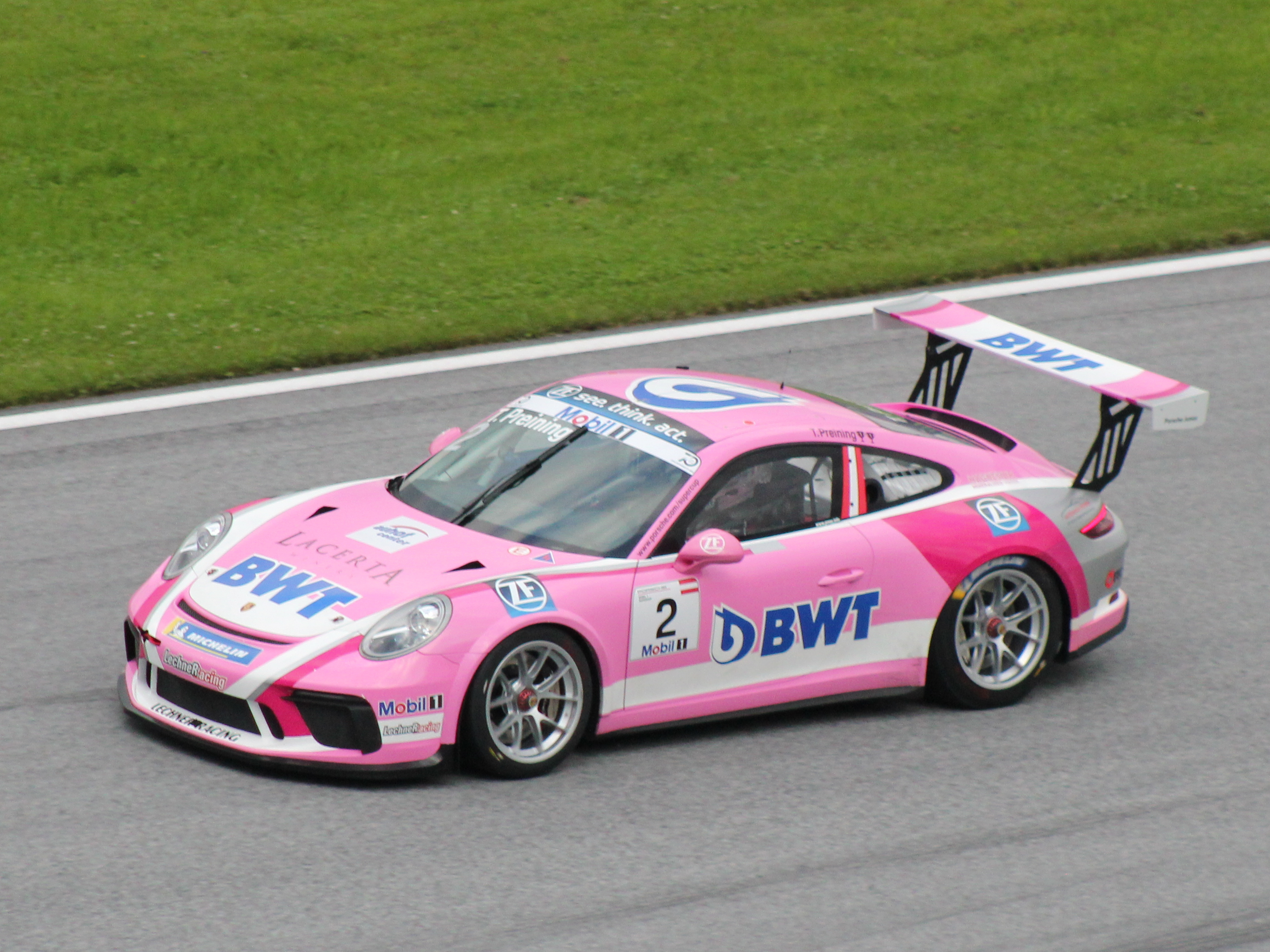
L'austriaco Thomas Preining nella Porsche 911 GT3 Cup (991 II) utilizzata dal 2017

Ha corso nella Porsche Supercup dalla stagione 2017. Basato sull'ultima 911 GT3 stradale, è dotato di un motore boxer piatto da 4,0 litri più grande, un'aerodinamica migliorata e un portello di fuga allargato sul tetto e ha un prezzo di 189900 € tasse escluse.
La Porsche 911 GT3 Cup standard (Tipo 992) correrà nella Porsche Supercup dalla stagione 2021 in poi. Basati sull'ultima 911 GT3 stradale, i motori della 911 GT3 Cup Type 992 rimarranno gli stessi della 911 GT3 Cup (Type 991 II) ma la potenza sarà leggermente aumentata da 485 fino a 510 bhp (362 fino a 380 kW; 492 fino a 517 PS).

### Trasmissione, cambio e frizioni
Per i cambi di trasmissione, tutte le vetture Porsche Mobil 1 Supercup utilizzano una trasmissione semiautomatica con cambio a 6 marce azionato da leve del cambio e fornito dalla Porsche interna dalla stagione 2013 (compresa la retromarcia). Dal 1993 al 2012, tutte le vetture Porsche Mobil 1 Supercup hanno utilizzato il cambio manuale sequenziale con cambio a 6 marce azionato da un cambio sequenziale convenzionale. La frizione di tutte le vetture Porsche Mobil 1 Supercup è una frizione a 3 dischi in metallo sinterizzato azionata da pedale e fornita da ZF Sachs . È consentito anche il differenziale meccanico a slittamento limitato e vengono utilizzati anche alberi di trasmissione per treppiedi con giunto omocinetico. La trasmissione di tutte le vetture Porsche Mobil 1 Supercup è a motore posteriore con layout a trazione posteriore.

### Cabina di pilotaggio e componenti di sicurezza
Per l'equipaggiamento di sicurezza, tutti i sedili delle vetture Porsche Mobil 1 Supercup utilizzano il sedile del conducente da corsa avvolgente con cinture di sicurezza a 6 punti. Il volante di tutte le vetture Porsche Mobil 1 Supercup è prodotto esclusivamente internamente da Porsche Motorsport GmbH . Tutte le vetture Porsche Mobil 1 Supercup sono inoltre dotate di unitÃ di visualizzazione a colori intelligenti Cosworth Omega dalla stagione 2013 fino al 2020 fino a quando non sono state sostituite dalle nuovissime unitÃ di visualizzazione Porsche Motorsport interne grandi dalla stagione 2021 in poi. L'estintore di tutte le vetture Porsche Mobil 1 Supercup incluso in basso a destra sotto. Lo specchietto retrovisore interno ancora utilizzato dal 1993 ad oggi.
L'abitacolo di tutte le vetture Porsche Mobil 1 Supercup completamente protetto da porte, parabrezza e tettucci (schermati da vetri in policarbonato per parabrezza, finestrini laterali e finestrini posteriori compresi anche i tergicristalli per la pioggia solo nel parabrezza).

### Carburante e olio motore

#### Carburante
ExxonMobil è stato un rivenditore ufficiale di carburante per il controllo e partner di minimarket per tutti i partecipanti alla Porsche Supercup dalla stagione 1996 con il marchio Mobil nel 1996 fino al 2006, successivamente con il marchio ExxonMobil nel 2007 fino al 2014 e successivamente con il marchio Esso dal 2015 fino ad oggi. L'attuale tipo di carburante della Porsche Supercup è Esso Synergy ™ Racing Fuel 98 RON 100% benzina senza piombo da corsa senza altre miscele di carburanti rinnovabili come etanolo e metanolo (lo stesso carburante utilizzato dal team di Formula Uno della Red Bull Racing ).
In precedenza Shell era il partner ufficiale per il carburante della Porsche Supercup dal 1993 alla stagione 1995.

#### Olio motore
Mobil 1 è anche partner ufficiale dell'olio motore di Porsche Supercup dalla stagione 1996 e utilizza il lubrificante da corsa 0W-40 completamente sintetico Mobil 1 ESP X3 per migliorare il risparmio di carburante e prolungare la vita del motore. In precedenza Shell era il partner ufficiale per l'olio motore della Porsche Supercup dalla stagione 1993 fino alla stagione 1995.
Michelin è l'attuale partner per gli pneumatici della Porsche Supercup dalla stagione 2002. In precedenza Pirelli forniva gli pneumatici per tutte le vetture Porsche Supercup dalla stagione 1993 al 2001. Il modello del pneumatico Michelin Porsche Supercup che utilizza la sottomarca Porsche Cup N2 . Le mescole degli pneumatici Michelin Porsche Supercup sono pneumatici da asciutto slick e full-battistrada da pioggia.
Le dimensioni attuali degli pneumatici Michelin Porsche Supercup sono 27/65-R18 sui frontali e 31/71-R18 sui posteriori.

### Specifiche

#### 1993
- Cilindrata : 3 600 cc (220 cu in)   flat-six aspirato
- Potenza erogata : 275 PS (202 kW; 271 hp)    a 6.100 giri / min, 314 N⋅m (232 ft⋅lbf) a 4.800 giri / min
- Cambio : cambio manuale a 5 marce
- Peso : 1 120 kg (2 469 lb)
- Carburante : Shell senza piombo

#### 1994–1997
- Cilindrata motore : 3 746 cc (229 cu in)   flat-six aspirato
- Potenza resa : 310 PS (228 kW; 306 hp)    a 6.100 giri / min, 360 N⋅m (266 ft⋅lbf) a 5.500 giri / min
- Cambio : cambio manuale a 6 marce
- Peso : 1 100 kg (2 425 lb)
- Carburante : Shell (1994-1995) più tardi Mobil (1996-1997) senza piombo

#### 1998-2001
- Cilindrata : 3 600 cc (220 cu in)   flat-six aspirato
- Alesaggio × corsa : 100 mm × 76,4 mm
- Potenza resa : 265 kW (360 PS; 355 bhp) a 7.200 giri, 360 N⋅m (266 ft⋅lbf) a 6.250 giri / min
- Redline : 8.000 giri al minuto
- Cambio : cambio manuale a 6 marce
- Pneumatici : Pirelli slick; "245 / 645-18" anteriore, "305 / 645-18" posteriore
- Freni : dischi freno da 330 mm anteriore / posteriore, ABS standard
- Capacità serbatoio carburante : 64 L (14 imp gal; 17 US gal)
- Peso : 1 140 kg (2 513 lb)
- Carburante : Mobil senza piombo

#### 2002-2004
- Cilindrata : 3 600 cc (220 cu in)   flat-six aspirato
- Alesaggio × corsa : 100 mm × 76,4 mm
- Potenza resa : 280 kW (381 PS; 375 bhp) a 7.200 giri, 380 N⋅m (280 ft⋅lbf) a 6.250 giri / min
- Cambio : cambio manuale a 6 marce
- Pneumatici : Michelin slick; "24 / 64-18" anteriore, "27 / 68-18" posteriore
- Freni : dischi freno da 350 mm anteriori / 330 mm posteriori, ABS standard
- Capacità serbatoio carburante : 64 L (14 imp gal; 17 US gal)
- Peso : 1 140 kg (2 513 lb)
- Carburante : Mobil senza piombo

#### 2005-2009
- Cilindrata : 3 598 cc (220 cu in)   flat-six aspirato
- Potenza erogata : 294 kW (400 PS; 394 bhp) a 7.000 giri, 400 N⋅m (295 ft⋅lbf) a 6.500 giri / min
- Alesaggio × corsa : 100 mm × 76,4 mm
- Redline : 8.200 giri al minuto
- Cambio : cambio manuale sequenziale a 6 marce
- Pneumatici : Michelin slick; "24 / 64-18" anteriore, "27 / 68-18" posteriore
- Freni : dischi freno anteriori da 380 mm / posteriori da 350 mm
- Interasse : 2 355 mm (93 in)
- Carreggiata (anteriore / posteriore) : 1 515 mm (60 in)1 780 mm (70 in)  / 1 780 mm (70 in)
- Peso : 1 120 kg (2 469 lb)
- Carburante : Mobil poi ExxonMobil senza piombo

#### 2010–2012
- Cilindrata motore : 3 797 cc (232 cu in)   flat-six aspirato
- Potenza erogata : 331 kW (450 PS; 444 bhp) a 7.500 giri / min
- Redline : 8.500 giri al minuto
- Cambio : cambio manuale sequenziale a 6 marce
- Ruote e pneumatici : Michelin slick; "24 / 64-18" su 9,5J x 18 anteriore, "27 / 68-18" su 12J x 18 posteriore
- Freni : dischi freno anteriori da 380 mm / posteriori da 350 mm
- Peso : 1 160 kg (2 557 lb)
- Carburante : ExxonMobil High Performance senza piombo

#### 2013-2016
- Telaio : monoscocca in fibra di carbonio con roll - bar di sicurezza
- Cilindrata : 3 800 cc (232 cu in)   flat-six box aspirato
- Alesaggio × corsa : 102,7 mm × 76,4 mm
- Potenza resa : 338 kW (460 PS; 453 bhp) a 7.500 giri / min
- Redline : 8.500 giri al minuto
- Carburante : ExxonMobil High Performance (2013-2014) in seguito Esso Synergy ™ Racing Fuel (2015-2016) senza piombo 98 o 103 RON (lo stesso carburante utilizzato dal team McLaren di Formula Uno)
- Cambio : cambio semiautomatico sequenziale a 6 marce con cambio al volante con retromarcia
- Ruote e pneumatici : Michelin Porsche Cup N2 asciutto slick e battistrada da pioggia; "24/64-R18" su 9Jx18 ET28 anteriore, "27/68-R18" su 11Jx18 ET53 posteriore
- Freni : 380 dischi freno anteriore / posteriore mm, no ABS (possono essere adattati)
- Capacità del serbatoio del carburante : 100 litri (22 galloni imperiali; 26 galloni americani)       FIA FT3
- Lunghezza : 4 547 mm (179 in)
- Larghezza : 1 851 mm (73 in)
- Altezza : 1 280 mm (50 in)
- Interasse : 2 458 mm (97 in)
- Peso : 1 200 kg (2 646 lb)
- Dotazioni di sicurezza : cintura di sicurezza Schroth a 6 punti + dispositivo HANS + sedile avvolgente da corsa con regolazione avanti / indietro + tergicristalli

#### 2017-2020
- Telaio : monoscocca in fibra di carbonio con roll - bar di sicurezza
- Motore : Porsche Motorsport MA1.76 (2017) successivamente MDG. G (2018-oggi)
- Cilindrata : 3 996 cc (244 cu in)   boxer piatto sei aspirato
- Alesaggio × corsa : 102 mm × 81,5 mm (4,02 in × 3,21 in)
- Potenza erogata : 357 kW (485 PS; 479 bhp) a 7.500 giri / min
- Coppia : 480 N⋅m (354 ft⋅lbf) a 6.250 giri / min
- Redline : 9.000 giri al minuto
- Carburante : Esso Synergy ™ Racing Fuel 98 RON super senza piombo
- Lubrificanti : olio motore Mobil 1 ESP X3 0W-40 completamente sintetico
- Mandata del carburante : iniezione diretta di benzina
- Cambio : Porsche G91 / 70 in-house a 6 marce con cambio al volante, sequenziale semiautomatico con retromarcia
- Ruote e pneumatici : Michelin Porsche Cup N2 asciutto slick e battistrada da pioggia; "27/65-R18" su 10.5Jx18 ET28 anteriore, "31/71-R18" su 12Jx18 ET53 posteriore
- Freni : 380 dischi freno anteriore / posteriore mm, no ABS (possono essere adattati)
- Capacità del serbatoio del carburante : 100 litri (22 galloni imperiali; 26 galloni americani)       FIA FT3
- Lunghezza : 4 564 mm (180 in)
- Larghezza : 1 980 mm (78 in) incl. specchi
- Altezza : 1 246 mm (49 in)
- Interasse : 2 456 mm (97 in)
- Peso : 1 200 kg (2 646 lb)
- Dotazioni di sicurezza : cintura di sicurezza Schroth a 6 punti + dispositivo HANS + sedile avvolgente da corsa con regolazione avanti / indietro + tergicristalli

#### 2021-presente
- Telaio : monoscocca in fibra di carbonio con roll - bar di sicurezza
- Motore : Porsche Motorsport MDG. G
- Cilindrata : 3 996 cc (244 cu in)   boxer piatto sei aspirato
- Alesaggio × corsa : 102 mm × 81,5 mm (4,02 in × 3,21 in)
- Potenza erogata : 375 kW (510 PS; 503 bhp) a 8.400 giri / min
- Coppia : 470 N⋅m (347 ft⋅lbf) a 6.150 giri / min
- Redline : 9.000 giri al minuto
- Carburante : Esso Synergy ™ Racing Fuel 98 RON super senza piombo
- Lubrificanti : olio motore Mobil 1 ESP X3 0W-40 completamente sintetico
- Mandata del carburante : iniezione diretta di benzina
- Cambio : cambio interno Porsche a 6 marce con cambio al volante, sequenziale semiautomatico con retromarcia
- Ruote e pneumatici : Michelin Porsche Cup N2 asciutto slick e battistrada da pioggia; "30/65-R18" su 12Jx18 ET28 anteriore, "31/71-R18" su 13Jx18 ET53 posteriore
- Freni : 380 dischi freno anteriore / posteriore mm, no ABS (possono essere adattati)
- Capacità serbatoio carburante : 110 litri (24 galloni imperiali; 29 galloni americani)       FIA FT3
- Lunghezza : 4 585 mm (181 in)
- Larghezza : 1 920 mm (76 in) sull'asse anteriore; 1 902 mm (75 in) sull'asse posteriore
- Altezza : 1 246 mm (49 in)
- Interasse : 2 459 mm (97 in)
- Peso : 1 260 kg (2 778 lb)   inclusi conducente e carburante
- Dotazioni di sicurezza : cintura di sicurezza Schroth a 6 punti + dispositivo HANS + sedile avvolgente da corsa con regolazione avanti / indietro + tergicristalli

### Confronto con l'auto di Formula Uno
Una Porsche Supercup è un'auto da corsa di serie monoposto.
Nel corso degli anni, i programmi delle gare di Porsche Supercup e di Formula Uno si svolgono tradizionalmente in corsi di corsa permanenti e anche in gare di supporto di Formula Uno. L'aumento dello stress e della velocità di queste piste fa sì che le auto tendano ad essere più pesanti, più larghe e con passi più corti rispetto alle vetture di F1 (aumentando la stabilità ma diminuendo l'agilità).
Quando si tiene conto del peso del guidatore, un'auto Porsche Supercup pesava oltre il 60% in più di un'auto di Formula Uno. Il peso minimo per un'auto del DTM obbligatorio da 1 200 kg (2 646 lb)   base al peso del pilota rispetto alla media sul campo; con conducente compreso, tutte le vetture avevano un peso minimo di 1 260 kg (2 778 lb) inclusi conducente e carburante. Una vettura Porsche Supercup pilotata da 80 kg Marius Nakken (il pilota più pesante della serie e 10 kg più pesanti della media del campo) dovevano pesare almeno 1.200 kg a vuoto. Il peso minimo di un'auto di Formula Uno, pilota compreso, 746 kg (1 645 lb). Questa differenza di 454 kg (1 001 lb) è poco più del 60% del peso dell'auto di F1 2020.
A partire dalla stagione inaugurale della Porsche Supercup, le vetture Porsche Supercup hanno utilizzato il 3,6 L (220 cu in) motori flat-six aspirati a 180 gradi ma quella volta nel 1993 in Formula Uno furono usati i 3,5 L (214 cu in) aspirati vari angoli di bancata e vari cilindri fino alla fine del 1994. Le vetture Porsche Supercup ne avevano fino a 400 hp (298 kW) più rispetto alle loro controparti di Formula Uno, già negli anni '70 le vetture avevano più di 1.000 hp. Vetture Porsche Supercup con 400 hp (298 kW) a richiesta e vetture di F1 che ne hanno circa 700 hp a 840 CV nell'era 3.5L NA (1989-94), circa 700 hp a 1000 hp per le specifiche finali nell'era 3.0L NA V10 (1995-2005) e circa 770 hp a 840 CV nell'era 2.4L NA V8 (2006-2013) e oltre 800 hp (solo motore a combustione con specifiche del 2017) con ulteriori 160 CV dai motori elettrici dal loro propulsore turbo-ibrido-elettro-ibrido V6 da 1,6 litri. Il turbo utilizzato principalmente per migliorare lo spettacolo piuttosto che i tempi sul giro con il cosiddetto sistema "power-to-pass" o "push-to-pass" che offre ai piloti una maggiore quantità di potenza per una durata limitata durante la gara. Un altro motivo per mantenere il turbocompressore soprattutto in Formula-1 è l'effetto smorzante che ha sulla nota di scarico, che aiuta a mantenere le auto entro limiti di rumore, per soddisfare i regolamenti e le regole FIA nelle numerose gare urbane nelle città europee sulle corse programma stagionale.
Le vetture Porsche Supercup utilizzavano benzina senza piombo per il carburante piuttosto che benzina con piombo, e il rifornimento era sempre stato vietato durante la gara dalla stagione 1993 a causa della minore distanza di gara.
Le vetture Porsche Supercup hanno parti inferiori a effetto suolo per migliorare la stabilità e il vantaggio aerodinamico. La F1 ha vietato le parti inferiori scolpite nel tentativo di ridurre le velocità in curva per il 1983. Nel tentativo di creare migliori opportunità di sorpasso, le nuove vetture Porsche Supercup introdotte nel 1998 genereranno quasi il 50% del carico aerodinamico totale della vettura con tunnel inferiori piatti rispetto allo splitter anteriore e all'ala posteriore. Ciò ridurrà l'aria turbolenta dietro le auto, consentendo sorpassi più facili.
A differenza della F1, i team Porsche Supercup erano obbligati ad acquistare le macchine Porsche 911 GT3 Cup per tutti i team.
L'auto di Formula 1 è una piattaforma più costosa e incentrata sulla tecnologia di un'auto Porsche Supercup. Questo è stato anche il caso durante la nuova era dalla stagione 1998.
Per le velocità massime, le vetture Porsche Supercup sono tecnicamente più lente delle vetture di Formula 1 (le vetture Porsche Supercup ne hanno 175 mph (282 km/h) in una pista normale mentre le vetture di Formula 1 ne hanno 225 mph (362 km/h) in una pista ad alta velocità come Monza).

## Campionato

### Campionato piloti
I punti vengono assegnati ai primi 15 classificati di ogni gara e tutte le gare contano ai fini del campionato. Per ricevere punti, un pilota deve competere in più gare per stagione. Dal 2008, sono stati assegnati due punti bonus per il pilota che si assicura la pole position nelle qualifiche.
| Posizione | 1 ° | 2 ° | 3 ° | 4 ° | 5 ° | 6 ° | 7 ° | 8 ° | 9 ° | 10 ° | 11 ° | 12 ° | 13 ° | 14th | 15 ° | Pole |
| Punti     | 25  | 20  | 17  | 14  | 12  | 10  | 9   | 8   | 7   | 6    | 5    | 4    | 3    | 2    | 1    | 2    |
| --------- | --- | --- | --- | --- | --- | --- | --- | --- | --- | ---- | ---- | ---- | ---- | ---- | ---- | ---- |

SE in caso di parità, Porsche Supercup determinerà il campione in base al maggior numero di primi posti. Se c'è ancora un pareggio, il campione viene determinato in base al maggior numero di secondi posti, quindi al terzo posto, etc, finché non viene determinato un campione. Porsche Supercup applicherà lo stesso sistema ad altri legami in classifica al termine della stagione e in qualsiasi altro momento della stagione.

### Campionato a squadre
Si sommano i punti dei due migliori piloti di ogni squadra. Alla fine della stagione Porsche premia le tre squadre migliori con un premio in denaro.

### Premio in denaro
Nel 2006 e nel 2007, Porsche AG paga circa 820.000 euro a piloti e team. Per gara il vincitore riceve 9.000 euro, il secondo classificato 7.500 euro e il terzo classificato 6.500 euro. Per un 15 ° posto si pagano 1.400 euro. Inoltre, il campione 2006 o 2007 riceve un'auto da strada Porsche. Il pilota con i giri più veloci riceverà un orologio premium di Porsche Design.
Nel 2015, Porsche afferma di pagare "più di 730.000 euro di premi in denaro a piloti e team. Inoltre, il vincitore assoluto riceve un premio speciale. Il vincitore della classifica rookie riceve un premio aggiuntivo di 30.000 euro a condizione che si registri nuovamente per la Porsche Mobil 1 Supercup dell'anno successivo. "

## Albo d'oro
Il pilota olandese Patrick Huisman è il pilota di maggior successo nel campionato, avendo vinto quattro titoli consecutivi tra il 1997 e il 2000, seguito da René Rast e Michael Ammermüller con tre titoli e Jeroen Bleekemolen e Richard Westbrook con due titoli ciascuno. Il campione in carica è il pilota olandese Larry ten Voorde .
| Anno | Pilota              | Team                       | Auto                |
| ---- | ------------------- | -------------------------- | ------------------- |
| 1993 | Altfrid Heger       | Porsche Zentrum Koblenz    | Cup Type 964        |
| 1994 | Uwe Alzen           | Porsche Zentrum Koblenz    | Cup 3.8 Type 993    |
| 1995 | Jean-Pierre Malcher | JMB Competition            | Cup 3.8 Type 993    |
| 1996 | Emmanuel Collard    | JMB Competition            | Cup 3.8 Type 993    |
| 1997 | Patrick Huisman     | Olaf Manthey Racing        | Cup 3.8 Type 993    |
| 1998 | Patrick Huisman     | Olaf Manthey Racing        | GT3 Cup Type 996    |
| 1999 | Patrick Huisman     | Olaf Manthey Racing        | GT3 Cup Type 996    |
| 2000 | Patrick Huisman     | Olaf Manthey Racing        | GT3 Cup Type 996    |
| 2001 | Jörg Bergmeister    | Farnbacher Racing          | GT3 Cup Type 996    |
| 2002 | Stéphane Ortelli    | Kadach Tuning              | GT3 Cup Type 996 II |
| 2003 | Frank Stippler      | Farnbacher Racing          | GT3 Cup Type 996 II |
| 2004 | Wolf Henzler        | Farnbacher Racing          | GT3 Cup Type 996 II |
| 2005 | Alessandro Zampedri | Walter Lechner Racing      | GT3 Cup Type 997    |
| 2006 | Richard Westbrook   | Jetstream Motorsport       | GT3 Cup Type 997    |
| 2007 | Richard Westbrook   | HISAQ Competition          | GT3 Cup Type 997    |
| 2008 | Jeroen Bleekemolen  | Jetstream Motorsport       | GT3 Cup Type 997    |
| 2009 | Jeroen Bleekemolen  | Konrad Motorsport          | GT3 Cup Type 997    |
| 2010 | René Rast           | Al Faisal Lechner Racing   | GT3 Cup Type 997 II |
| 2011 | René Rast           | Veltins Lechner Racing     | GT3 Cup Type 997 II |
| 2012 | René Rast           | Lechner Racing             | GT3 Cup Type 997 II |
| 2013 | Nicki Thiim         | Attempto Racing            | GT3 Cup Type 991    |
| 2014 | Earl Bamber         | VERVA Lechner Racing Team  | GT3 Cup Type 991    |
| 2015 | Philipp Eng         | Lechner Racing Middle East | GT3 Cup Type 991    |
| 2016 | Sven Müller         | Lechner MSG Racing Team    | GT3 Cup Type 991    |
| 2017 | Michael Ammermüller | Lechner MSG Racing Team    | GT3 Cup Type 991 II |
| 2018 | Michael Ammermüller | BWT Lechner Racing         | GT3 Cup Type 991 II |
| 2019 | Michael Ammermüller | BWT Lechner Racing         | GT3 Cup Type 991 II |
| 2020 | Larry ten Voorde    | Team GP Elite              | GT3 Cup Type 991 II |
| 2021 | Larry ten Voorde    | Team GP Elite              | GT3 Cup Type 992    |
| 2022 | Dylan Pereira       | BWT Lechner Racing         | GT3 Cup Type 992    |
| 2023 | Bastian Buus        | BWT Lechner Racing         | GT3 Cup Type 992    |

## Popolarità
Ai circuiti del Gran Premio nel 2006 una media di 125.000 spettatori hanno assistito all'azione dalle tribune ad ogni round. Secondo Porsche AG, le gare hanno attirato 22 milioni di telespettatori in tutto il mondo, la maggior parte in Europa, dove Eurosport fornisce una copertura regolare.

## Porsche Carrera Cup
Porsche organizza anche campionati nazionali, in Italia si svolge il Porsche Carrera Cup Italia uno dei campionati di auto più prestigiosi in Italia.